# Association sportive de Mutzig
 (décembre 2024).
L'Association sportive de Mutzig, abrégée en AS Mutzig, est un club de football français situé à Mutzig.
Il a évolué pendant plusieurs saisons en championnat de France amateurs de football dans les années 1960-1970. Il disparait en fusionnant avec le Football Club de Still, situé à Still, pour former l'Association Still-Mutzig.

## Histoire
Le club est fondé en 1930 par des jeunes de la ville, qui commencent par acheter un ballon pour une saison. Pour obtenir un soutien populaire qui n'est pas là au début, le club se devait de se renforcer et de s'organiser. C'est alors que son histoire se lie à celle du Fort de Mutzig. En effet, c'est sur le terrain de la caserne que les premiers matchs sont joués. De plus, dans le but d'améliorer la qualité du jeu mutzigeois, de nombreux soldats en garnison à Mutzig jouèrent dans l'équipe tandis que d'autres partaient déjà vers d'autres horizons.
Après la guerre, le Président Général de la Brasserie de Mutzig, Jérôme Wagner, sollicité par un jeune employé du trésor, Paul Harquel alors président du club , met à disposition un étang situé à l'emplacement actuel du stade pour permettre à l'équipe de continuer de jouer. Plus tard, la brasserie fit don du terrain à la municipalité.
En 1957, le club atteint pour la première fois la Division d'Honneur Alsacienne. Il termine champion en 1963 et intègre le groupe Est du Championnat de France amateur de football.
Deux ans après, en 1965, le club termine premier de sa poule avec trente-six points engrangés en vingt-deux journées et la deuxième meilleure différence de but, derrière celle de la réserve du FC Sochaux-Montbéliard, troisième au classement. Néanmoins, à cette époque, il n'y a aucune promotion possible entre CFA et Division 2. Le club reste donc au troisième niveau footballistique français. C'est également lors de cette saison que l'AS Mutzig atteint les seizièmes de finale de la Coupe de France de football, où il parvient, le 14 février 1965, à tenir les professionnels du Racing Club de Strasbourg, alors en première moitié de tableau de Division 1. Néanmoins, après prolongations, c'est le club strasbourgeois qui l'emporte, par un but à zéro.
En 1969-1970, l'AS Mutzig ne fait pas partie des clubs qui optent pour la promotion en Division 2, désormais « open ». Il intègre donc la nouvelle Division 3, ce qui, en fait, ne changea pas grand chose à la condition du club. En 1974, le club, qui réalise l'une des meilleures saisons de son histoire, termine champion de Division 3. Il ne peut pourtant pas monter en Division 2 pour des raisons financières et doit donc laisser son rival spinalien le SAS Épinal prendre part de l'édition 1974-1975 de la Division 2 à sa place.
Les deux saisons suivantes ne sont pas à la hauteur attendue par les supporters et en 1976, l'AS Mutzig est relégué en Division d'Honneur de la Ligue d'Alsace de football. Depuis cette dates, le club ne parvient plus à se hisser à nouveau au niveau national et enchaine les saisons moyennes en Division d'Honneur, voire plus bas dans la hiérarchie régionale. En 2006, le premier novembre, le club est frappé par un incident de grande envergure: Paolo Mendes, un joueur de l'équipe, est mort au bord du terrain, pendant un match contre Fegersheim. Le club de Mutzig évolue pour la saison 2011-2012 en Excellence de la Ligue d'Alsace de football, soit au septième niveau footballistique français.
En 2022, l'Association sportive de Mutzig fusionne avec le Football Club de Still pour former l'entité Association Still-Mutzig. Le FC Still, alors en Régional 3 (8e division), avait participé aux 32e de finale de la Coupe de France de football 2017-2018. Au moment de la fusion, l'AS Mutzig évoluait en Régional 3 et le FC Still en Régional 1.

## Résultats sportifs

### Palmarès
Le palmarès de l'AS Mutzig s'est surtout rempli dans les années 1960 et 1970, alors que le club évolue à un niveau plus élevé qu'aujourd'hui et est en progression. Le club ne profite pas de son titre de champion de Division 3 acquis en 1974 car il ne peut être promus en Division 2 pour des raisons financières.
| Compétitions nationales | Compétitions régionales                                           |
| - Division nationales du Championnat de France amateurs - '7 saisons - Vainqueur de groupe : 1965 - Division 3 - 6 saisons - Champion : 1974(groupe est) | - DH Alsace - Champion : 1963 - Coupe d'Alsace - Vainqueur : 1971 |

### Bilan par saison
| Saison  | Div.                     | Clas. | Pts. | M.J. | Vic. | Nuls | Déf. | B.P. | B.C. | D.B. | Coupe de France | Coupe d'Alsace |                   |
| ------- | ------------------------ | ----- | ---- | ---- | ---- | ---- | ---- | ---- | ---- | ---- | --------------- | -------------- | ----------------- |
| 1961-62 | Promotion d'Honneur      | 1     |      |      |      |      |      |      |      |      |                 | 8e de finale   |                   |
| 1962-63 | DH Alsace                | 1     | 36   | 22   | 16   | 4    | 2    | 51   | 11   | 40   |                 |                |                   |
| 1963-64 | CFA Est                  | 10    | 20   | 22   | 7    | 6    | 9    | 28   | 23   | 5    | 5e tour         |                |                   |
| 1964-65 | CFA Est                  | 1     | 36   | 22   | 17   | 2    | 3    | 54   | 26   | 28   | 16e de finale   |                |                   |
| 1965-66 | CFA Est                  | 7     | 21   | 22   | 9    | 3    | 10   | 42   | 42   | 0    | 16e de finale   |                |                   |
| 1966-67 | CFA Est                  | 9     | 25   | 26   | 10   | 5    | 11   | 43   | 45   | -2   |                 |                |                   |
| 1967-68 | CFA Est                  | 10    | 23   | 26   | 8    | 7    | 11   | 39   | 42   | -3   |                 |                | Challenge Espoirs |
| 1968-69 | CFA Est                  | 3     | 31   | 26   | 12   | 7    | 7    | 44   | 25   | 19   |                 |                | Champion          |
| 1969-70 | CFA Est                  | 8     | 24   | 26   | 8    | 8    | 10   | 25   | 33   | -8   |                 |                |                   |
| 1970-71 | Division 3 Est           | 2     | 32   | 22   | 14   | 4    | 4    | 52   | 19   | 33   |                 | Champion       |                   |
| 1971-72 | Division 3 Est           | 8     | 33   | 28   | 13   | 7    | 8    | 38   | 27   | 11   |                 |                |                   |
| 1972-73 | Division 3 Est           | 3     | 39   | 30   | 15   | 9    | 6    | 44   | 27   | 17   |                 |                |                   |
| 1973-74 | Division 3 Est           | 1     | 40   | 30   | 16   | 8    | 6    | 48   | 25   | 23   |                 |                |                   |
| 1974-75 | Division 3 Est           | 8     | 31   | 30   | 12   | 7    | 11   | 42   | 40   | 2    |                 |                |                   |
| 1975-76 | Division 3 Est           | 15    | 22   | 30   | 8    | 6    | 16   | 27   | 43   | -16  |                 |                |                   |
| 1976-77 | DH Alsace                | 14    | 6    | 26   | 2    | 2    | 22   | 18   | 100  | -82  |                 |                |                   |
| 1977-78 | nc                       |       |      |      |      |      |      |      |      |      |                 |                |                   |
| 1978-79 | nc                       |       |      |      |      |      |      |      |      |      |                 |                |                   |
| 1979-80 | nc                       |       |      |      |      |      |      |      |      |      |                 |                |                   |
| 1980-81 | nc                       |       |      |      |      |      |      |      |      |      |                 |                |                   |
| 1981-82 | nc                       |       |      |      |      |      |      |      |      |      |                 |                |                   |
| 1982-83 | nc                       |       |      |      |      |      |      |      |      |      |                 |                |                   |
| 1983-84 | nc                       |       |      |      |      |      |      |      |      |      |                 |                |                   |
| 1984-85 | nc                       |       |      |      |      |      |      |      |      |      |                 |                |                   |
| 1985-86 | nc                       |       |      |      |      |      |      |      |      |      |                 |                |                   |
| 1986-87 | DH Alsace                | 4     | 29   | 26   | 11   | 7    | 8    | 37   | 35   | 2    |                 |                |                   |
| 1987-88 | DH Alsace                | 8     | 25   | 26   | 7    | 11   | 8    | 26   | 35   | -9   |                 |                |                   |
| 1988-89 | DH Alsace                | 11    | 20   | 26   | 7    | 6    | 13   | 22   | 38   | -16  |                 |                |                   |
| 1989-90 | DH Alsace                | 10    | 24   | 26   | 8    | 8    | 10   | 20   | 27   | -7   |                 |                |                   |
| 1990-91 | DH Alsace                | 13    | 12   | 26   | 4    | 4    | 18   | 22   | 62   | -40  |                 |                |                   |
| 1991-92 | Excellence               |       |      |      |      |      |      |      |      |      |                 |                |                   |
| 1992-93 | DH Alsace                | 3     | 31   | 26   | 13   | 5    | 8    | 42   | 37   | 5    |                 |                |                   |
| 1993-94 | DH Alsace                | 5     | 28   | 26   |      |      |      |      |      |      |                 |                |                   |
| 1994-95 | DH Alsace                | 13    | 14   | 26   | 5    | 4    | 17   | 31   | 54   | -23  |                 |                |                   |
| 1995-96 | Excellence               |       |      |      |      |      |      |      |      |      |                 |                |                   |
| 1996-97 | DH Alsace                | 7     | 36   | 26   | 9    | 9    | 8    | 38   | 33   | 5    |                 |                |                   |
| 1997-98 | DH Alsace                | 9     | 34   | 26   | 10   | 4    | 12   | 35   | 35   | 0    |                 |                |                   |
| 1998-99 | DH Alsace                | 14    | 15   | 26   | 3    | 6    | 17   | 20   | 52   | -32  |                 |                |                   |
| 1999-00 | Excellence               |       |      |      |      |      |      |      |      |      |                 |                |                   |
| 2000-01 | Excellence               | 2     | 58   | 26   | 18   | 4    | 4    | 52   | 20   | 32   |                 |                |                   |
| 2001-02 | DH Alsace                | 12    | 28   | 26   | 8    | 4    | 14   | 41   | 57   | -16  |                 |                |                   |
| 2002-03 | Excellence               | 4     | 44   | 28   | 13   | 5    | 10   | 66   | 58   | 8    |                 |                |                   |
| 2003-04 | Excellence               | 8     | 34   | 26   | 10   | 4    | 12   | 52   | 58   | -6   |                 |                |                   |
| 2004-05 | Excellence               | 12    | 51   | 26   | 5    | 10   | 11   | 39   | 50   | -11  |                 |                |                   |
| 2005-06 | nc                       |       |      |      |      |      |      |      |      |      |                 |                |                   |
| 2006-07 | nc                       |       |      |      |      |      |      |      |      |      |                 |                |                   |
| 2007-08 | nc                       |       |      |      |      |      |      |      |      |      |                 |                |                   |
| 2008-09 | nc                       |       |      |      |      |      |      |      |      |      |                 |                |                   |
| 2009-10 | nc                       |       |      |      |      |      |      |      |      |      |                 |                |                   |
| 2012-13 | Excellence               | 14    | 38   | 26   | 2    | 6    | 18   | 33   | 63   | -30  |                 |                |                   |
| 2013-14 | Promotion d'Excellence A | 9     | 48   | 22   | 7    | 5    | 10   | 31   | 43   | -12  |                 |                |                   |
| 2014-15 | Promotion d'Excellence A | 10    | 42   | 22   | 4    | 8    | 10   | 19   | 33   | -14  |                 |                |                   |
| 2015-16 | Promotion d'Excellence A |       | 8    | 3    | 1    | 2    | 0    | 8    | 5    | 3    |                 |                |                   |
| 2016-17 |                          |       |      |      |      |      |      |      |      |      |                 |                |                   |
| 2017-18 |                          |       |      |      |      |      |      |      |      |      |                 |                |                   |
|         |                          |       |      |      |      |      |      |      |      |      |                 |                |                   |

## Personnalités du club

### Entraineurs
- 1958-1961 : / Paco Mateo[9]
- 1966-1974 :  Raymond Hild

### Joueurs
- Arsène Wenger
- Albert Gemmrich
- Pierre Nabat
- Jean-Noel Huck